# Rika Fujii
Rika Fujii ist eine japanische Perkussionistin.
Fujii hatte zunächst Klavierunterricht, bevor sie zur Perkussion wechselte. Sie studierte an der Toho-Gakuen-Musikschule und unterrichtet dort und an der Saitama-Musikhochschule in Tokio. Sie tritt als Taikotrommlerin in Japan und international auf, u. a. gastierte sie in der Carnegie Hall in New York, beim  International Arts Festival in Neuseeland und im japanischen Konsulat in Genf. Mit ihrer Mutter Mutsuko Fujii und ihrer Schwester Haruka arbeitet sie in einer Trio-Formation. Außerdem bildet sie mit ihrer Schwester das Utari Duo, das sich den Werken von Maki Ishii, Akira Miyoshi, Isao Matsushita und Akira Nishimura widmet und Kompositionen junger zeitgenössischer Komponisten aufführt.